# リンパ管腫症
リンパ管腫症（りんぱかんしゅしょう、Lymphanghiomatosis、Generalized lymphatic anomaly）は全身臓器にリンパ管組織が増殖する原因不明の希少性難治性疾患である。小児、若年者に多く発症し、症状は浸潤臓器により様々だが、乳び胸など胸部病変を合併する場合がある。骨溶解や乳び腹水、脾臓浸潤、リンパ浮腫、血液凝固異常も起こす。 なお、この疾患の専門的な情報は医師が提供する「リンパ管疾患情報ステーション」（末巻にリンクあり）を参照するべきである。

## 難病法への指定
平成27年7月1日から、難病の患者に対する医療等に関する法律の指定難病に「277 リンパ管腫症/ゴーハム病」として登録された。

## 原因
この病気の原因は明らかになっていない。

## 患者数
平成24,25年度の厚生労働省難治性疾患克服研究事業の「リンパ管腫症の全国症例数把握および診断・治療法の開発に関する研究班」により全国調査が行われた結果、リンパ管腫症は42例が登録された。なお、後述するゴーハム病の登録数は40件であり、リンパ管腫症とゴーハム病をあわせた国内推定患者数は100名程度と考えられている。リンパ管腫症とゴーハム病をあわせた患者の発症時の年齢は0歳から64歳と幅があったが、平均年齢は12.6歳、中央値が6歳で、81.7%が小児期に発症していた。

## 診療科
小児で発症する例が比較的多いことから、小児科が担当する例が多く、小児で発症した患者が成人に移行してからも小児科が引き続き担当している例が多い。一方で、成人で発症した例では、どの診療科が受け持つのかが問題となる。内科、外科、ときに放射線科も含めて集学的治療を要するが、非常に希少な疾患であり、根本的治療法がないことから、成人診療科に主導して診察できる医師が少なく、患者の苦悩は大きい。

## 「リンパ管腫症・ゴーハム病」診断基準
出典:
下記（1）のa)～c)のうち一つ以上の主要所見を満たし、（2）の病理所見を認めた場合に診断とする。病理検査が困難な症例は、a)～c)のうち一つ以上の主要所見を満たし、臨床的に除外疾患を全て否定できる場合に限り、診断可能とする。
（1）主要所見
a) 骨皮質もしくは髄質が局在性もしくは散在性に溶解（全身骨に起こりうる）。
b) 肺、縦隔、心臓など胸腔内臓器にびまん性にリンパ管腫様病変、またはリンパ液貯留。
c）肝臓、脾臓など腹腔内臓器にびまん性にリンパ管腫様病変、または腹腔内にリンパ液貯留。
（2）病理学的所見
組織学的には、リンパ管内皮によって裏打ちされた不規則に拡張したリンパ管組織よりなり、一部に紡錘形細胞の集簇を認めることがある。腫瘍性の増殖は認めない。
特記事項
- 除外疾患：リンパ脈管筋腫症などの他のリンパ管疾患や悪性新生物による溶骨性疾患、遺伝性先端骨溶解症、特発性多中心性溶骨性腎症、遺伝性溶骨症候群などの先天性骨溶解疾患。
- リンパ管奇形（リンパ管腫）が明らかに多発もしくは浸潤拡大傾向を示す場合には、リンパ管腫症と診断する。

## 症状
症例の75％が多臓器に浸潤を認める。症状は病変の浸潤部位による。胸壁や縦隔の病変では、乳び胸水、血胸、心嚢水、息切れ、咳、喘鳴、呼吸困難などを認める。骨病変は頭蓋骨から脊椎、骨盤、四肢骨と全身に骨溶解を生じ、初期は無症状であるが、進行すると骨痛、病的骨折や骨溶解による脚長差や欠損などの様々な症状を呈する。また腹水や脾臓病変、血小板減少や凝固能の異常、リンパ漏、リンパ浮腫、局所の感染症、皮膚病変、熱、内出血、気道閉塞、呼吸障害など多彩な症状を呈する。

## 治療
治療は主にこの病気の進行を停止させることを目的としており、以下のような治療法が採られている。
1. シロリムスまたはエベロリムス（商品名：ラパミューン、ラパリムス、アフィニトール等）[4]
2. プロプラノロール（商品名：インデラル）[5]
3. α-インターフェロン

## その他
- 2015年2月15日　「リンパ管腫？リンパ管腫症？ゴーハム病？」とのテーマで第１回小児リンパ管疾患シンポジウムが開催された。（主催：小児リンパ管疾患研究班）